# Mariana Baltar
Mariana Baltar, cantora, dançarina e atriz.

## Carreira artística
Artista desde os três anos de idade, a carioca de Copacabana envolveu-se com o samba na adolescência, como bailarina e professora de dança de salão da Cia. Aérea de Dança (do Circo Voador). Por 13 anos, participou de vários espetáculos nos EUA e Europa, pela Cia. Aérea, inclusive acompanhando artistas como Jorge Ben Jor e Zeca Pagodinho.
Fez parte do elenco da peça Império, de Miguel Falabella.
Em 2006 lançou pelo Selo Zambo Records  o álbum 'Uma Dama Também Quer se Divertir', que recebeu boas críticas e uma indicação ao Prêmio TIM de Música na categoria revelação. Em seu segundo disco, lançado em 2010 pela Biscoito Fino , gravou obras de Assis Valente, Paulo César Pinheiro, Nei Lopes e Wilson Moreira, e de compositores mais jovens como Thiago Amud e Edu Kneip.. Os arranjos do segundo disco são de responsabilidade de Josimar Carneiro, Jayme Vignoli, Marcílio Lopes e Luiz Flavio Alcofra .